# Planes of Fame Museum
Le Planes of Fame Air Museum est un grand musée d'aviation, situé sur l'aéroport de Chino, une ville du Sud de la Californie.
Le Planes of Fame Museum fut fondé par Ed Maloney, à Claremont en Californie. À l'origine il fut dénommé « The Air Museum » (le musée de l'Air) car à cette époque il n'existait pas d'autres musées aéronautiques à l'est du Mississippi. Il ouvrit ses portes pour la première fois le 12 janvier 1957.
La collection originale n'était constituée que de dix appareils, alors que de nos jours le musée dispose de plus de 150 avions dont plus de cinquante en état de vol.
En dehors des nombreux avions fréquents dans d'autres musées, il possède en particulier :
- Le seul Mitsubishi A6M Zéro encore en état de vol ;
- Un avion suicide Yokosuka MXY-7 Ohka ;
- Un Heinkel He 162 A-1 Voksjäger ;
- Un Mitsubishi J8M1 Sushui, copie japonaise du Me 163 Komet (sur 4 construits seuls 2 subsistent) ;
- Le premier des trois Douglas D-558-2 Skyrocket construits ;
- Des maquettes échelle 1 de Messerchmitt Me 163 Komet, Bachem Ba 349 Natter, Heinkel He 178.

Le musée possède de très nombreuses maquettes d'avions de toutes tailles, et un grand atelier dédié de restauration/montage, visitable.
Son cimetière comprend de nombreux avions complets ou partiels, dont un Bell X-2 Starbuster, le seul Mitsubishi G4M complet, un Grumman F7F 3N Tigercat et la cellule du Boeing B-50 A  Superfortress Lucky Lady II.

## Galerie

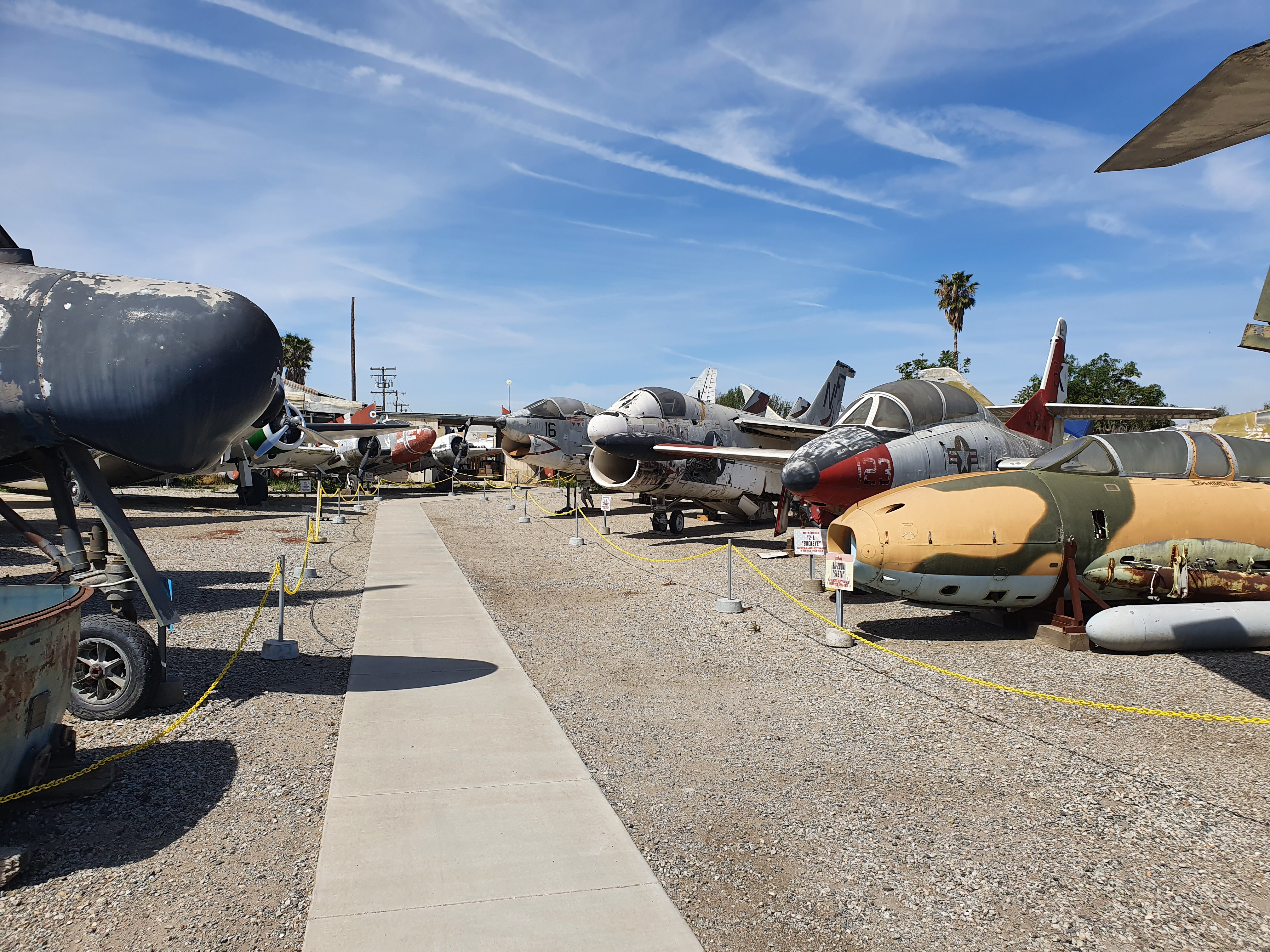
Cimetière du  Planes of Fame Air Museum.
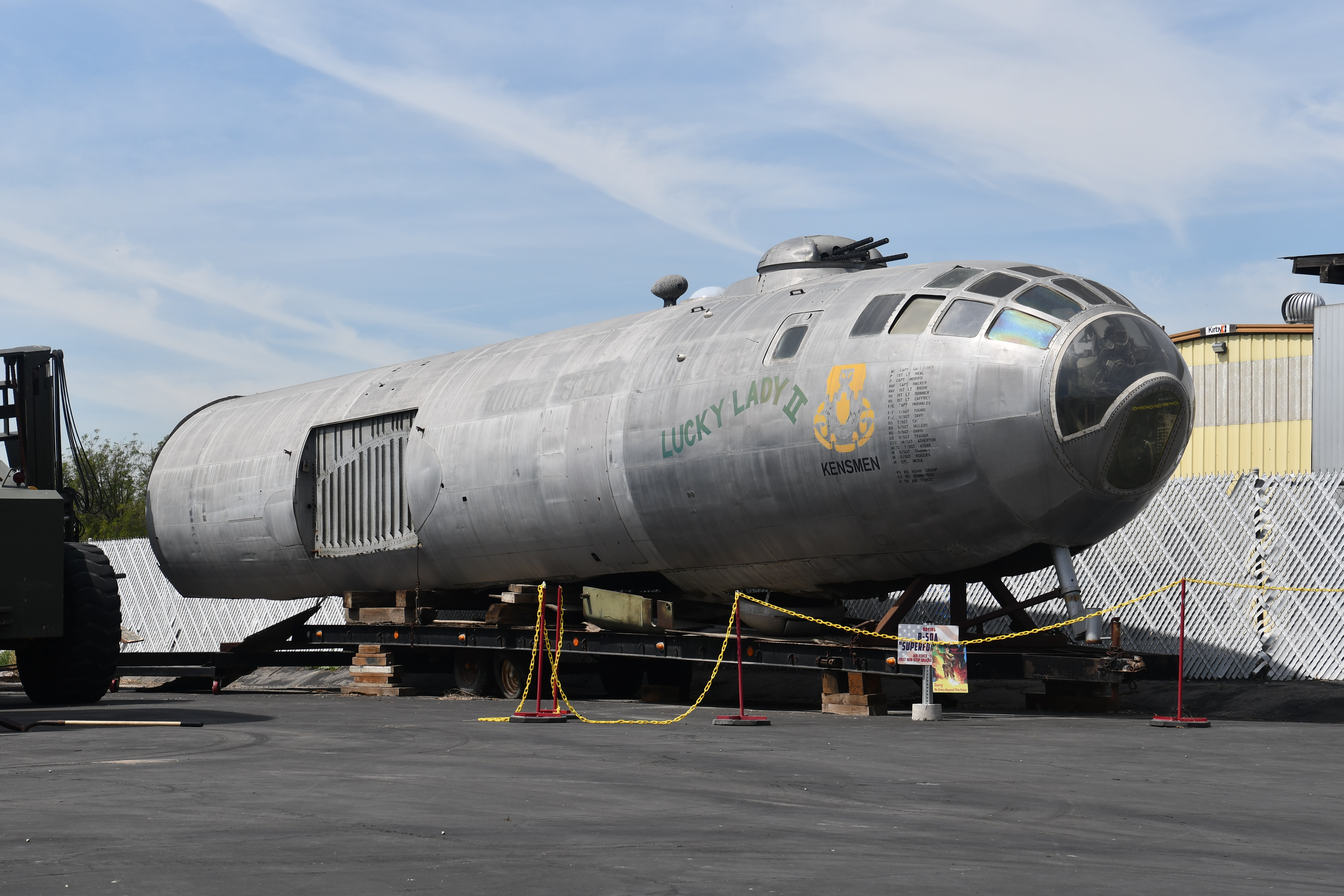
Cellule du Boeing B50 A Lucky Lady II.
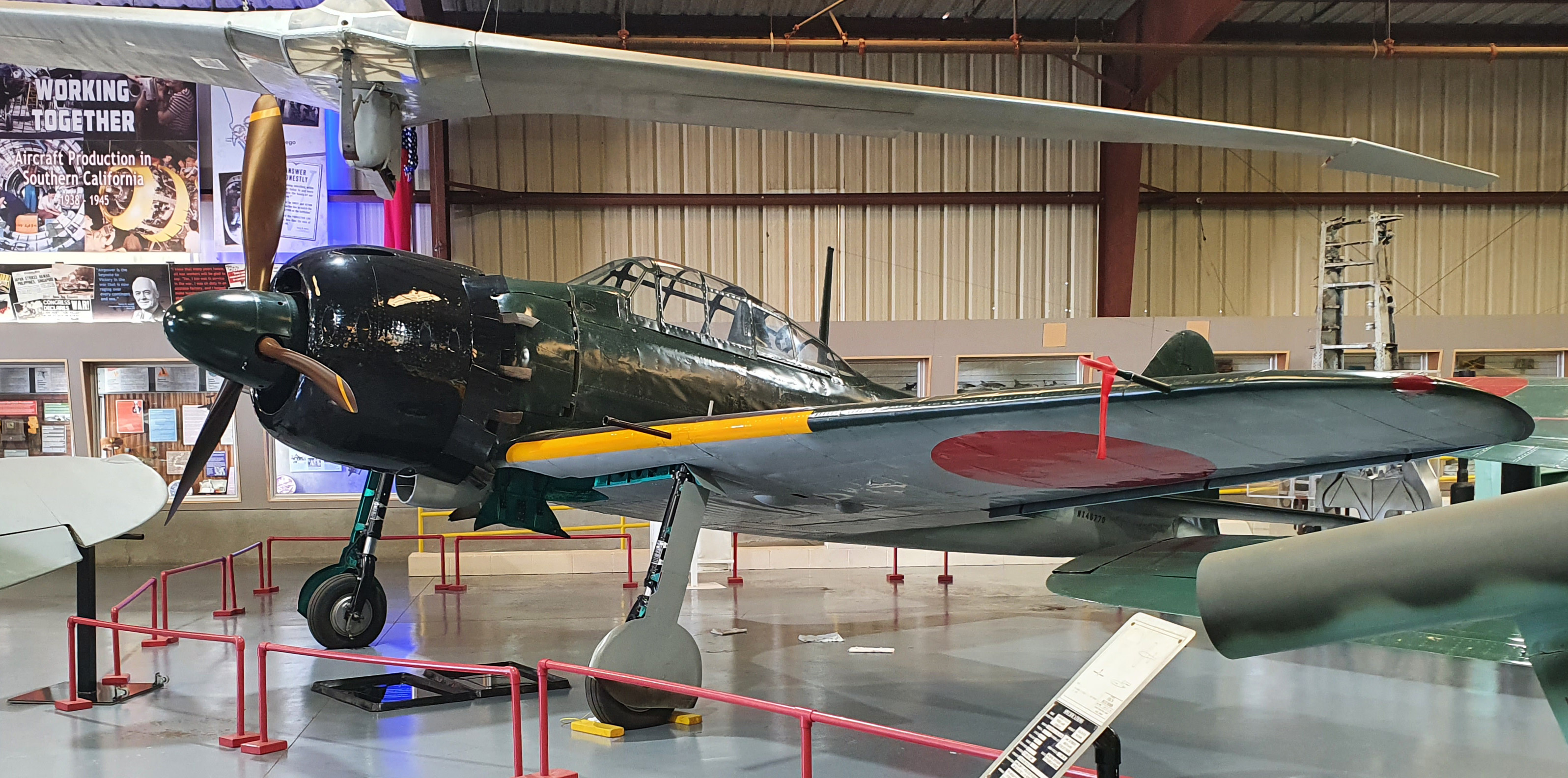
Mitsubishi A6M Zéro.
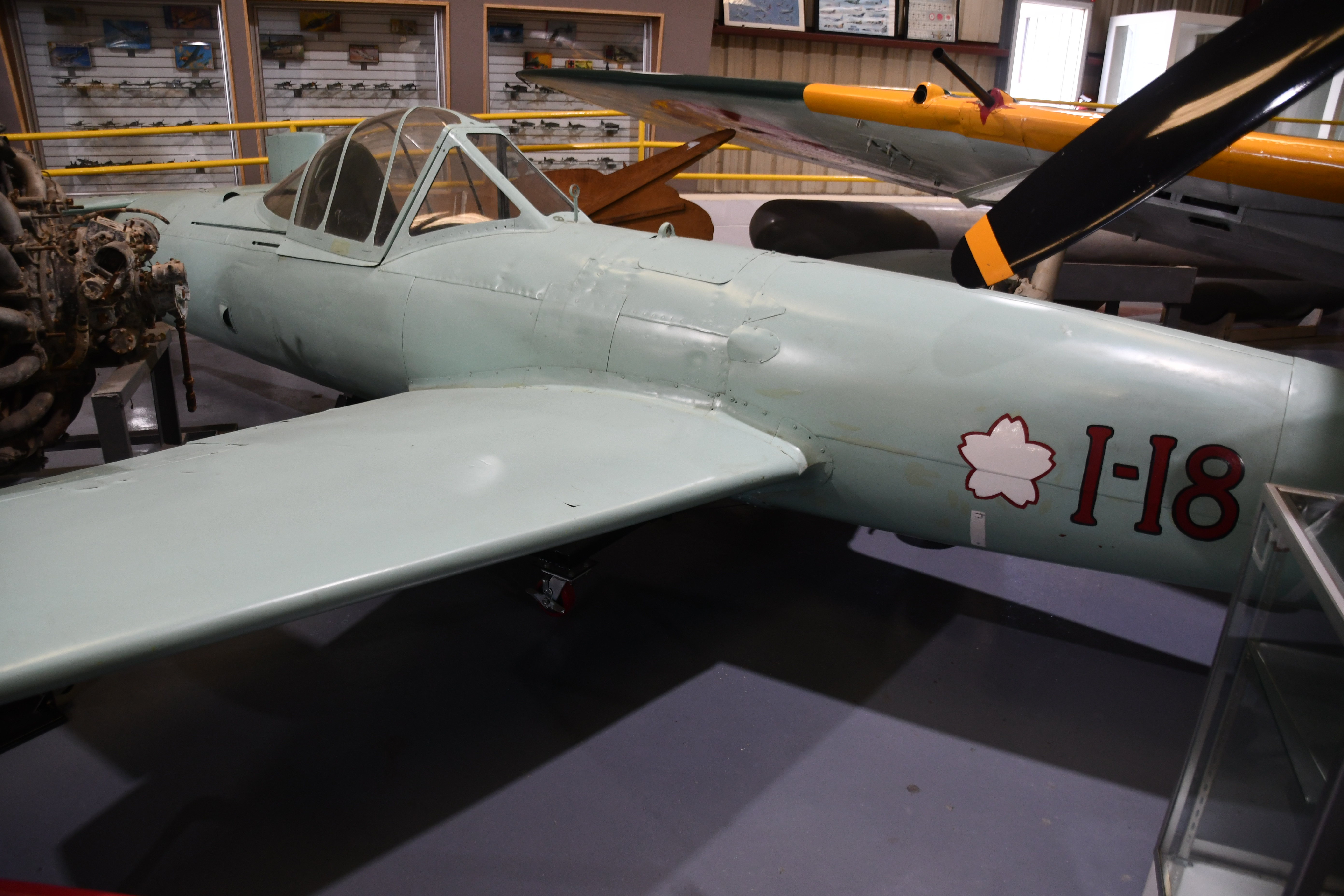
Avion suicide Yokosuka  MXY-7 Ohka.
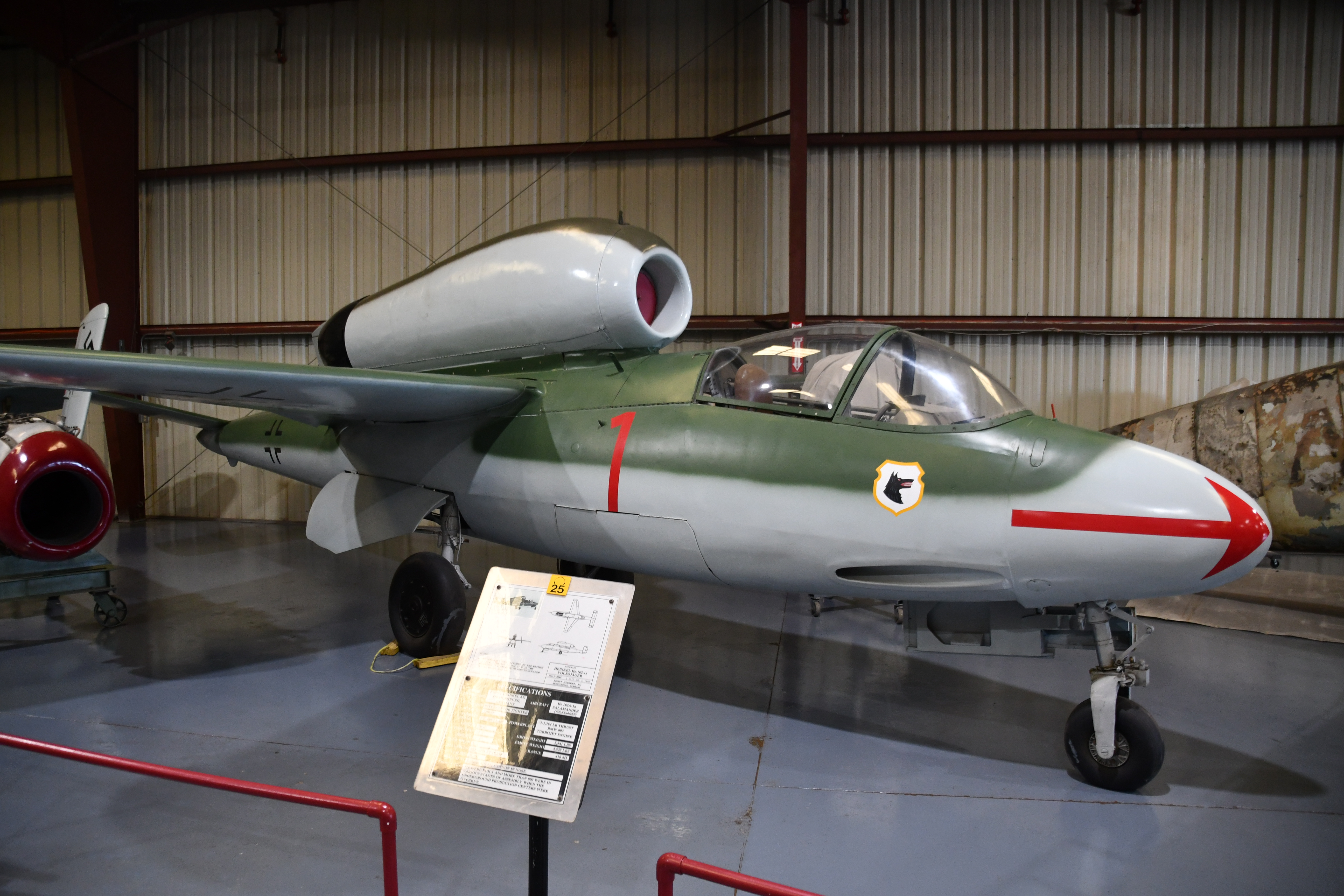
Heinkel He 162 A-1 Volksjäger.
Mitsubishi J8M1 Shusui.